# La Tranche-sur-Mer

La Tranche-sur-Mer este o comună în departamentul Vendée, Franța. În 2009 avea o populație de 2,715 de locuitori.